# 聴力障害者の時間
聴力障害者の時間（ちょうりょくしょうがいしゃのじかん）は、1977年4月8日から1996年3月31日までNHK教育テレビで放送されていたテレビ番組。

## 概要
聴力障害者からの長年の要望にこたえて開始されたNHK初の聴力障害者向け情報番組。手話、指文字、字幕スーパーなどの表現方法で聴力障害者に情報を伝えた。なお「NHKニュース～聴覚障害者のみなさんへ～」開始までは手話によるニュースを内包しており、当時NHK教育テレビ唯一のニュースとなっていた。
この番組では手話通訳者が出演していたが、一般には知られていない手話単語が使われているという指摘もあったため、番組内で手話単語の意味を説明するコーナーも設けられた。

## 放送時間
| 期間                  | 放送時間             |
| --------------------- | -------------------- |
| 1977年4月 - 1978年3月 | 金曜日 16:30 - 16:45 |
| 1978年4月 - 1980年3月 | 日曜日 18:45 - 19:00 |
| 1980年4月 - 1991年3月 | 日曜日 18:40 - 19:00 |
| 1991年4月 - 1996年3月 | 日曜日 19:40 - 19:55 |

## 出演者
- 丸山浩路
- 飯塚千代子
- 田中のり子
- 山城秀生

## 関連番組
- 聴覚障害者のみなさんへ
- ろうを生きる 難聴を生きる
- NHKみんなの手話